# Lista de prefeitos de Américo Brasiliense
Esta é a lista de prefeitos e vice-prefeitos do município de Américo Brasiliense, estado brasileiro de São Paulo.:
O prédio da Prefeitura chama-se Palacete Benedito Nicolau de Marino.
| Nº | Prefeito                                           | Partido                                      | Vice-prefeito                                           | Início do mandato       | Fim do mandato         | Observações                                                                 | Votação nominal |
| 1  | Antônio Pavan                                      | Aliança Renovadora Nacional ARENA            | Elias Leme da Costa                                     | 21 de março de 1965     | 30 de janeiro de 1969  | Prefeito e vice eleitos                                                     | -               |
| 2  | Benedito Nicolau de Marino                         | Aliança Renovadora Nacional ARENA            | Carlos Abi Jaudi (1910–12.06.2012)                      | 31 de janeiro de 1969   | 16 de agosto de 1971   | Prefeito e vice eleitos                                                     | -               |
| 3  | Carlos Abi Jaudi (1910–12.06.2012)                 | Aliança Renovadora Nacional ARENA            | —                                                       | 17 de agosto de 1971    | 30 de janeiro de 1973  | Vice-prefeito eleito assumindo o cargo em virtude do falecimento do titular | -               |
| 4  | Tércio Della Rovere (26.05.1925–20.08.2016)        | Aliança Renovadora Nacional ARENA            | Mário Cavallari (ARENA)                                 | 31 de janeiro de 1973   | 31 de janeiro de 1977  | Prefeito e vice eleitos em 15.11.1972                                       | -               |
| 5  | Antônio Pavan                                      | Aliança Renovadora Nacional ARENA            | Carlos Abi Jaudi (ARENA) (1910–12.06.2012)              | 1° de fevereiro de 1977 | 31 de janeiro de 1983  | Prefeito e vice eleitos em 15.11.1976, com 63% dos votos.                   | 1888            |
| 6  | Octávio Dótoli (14.08.1942–28.10.2024)             | Partido Democrático Social PDS               | Flávio Luís Barbieri (PDS)                              | 1° de fevereiro de 1983 | 31 de dezembro de 1988 | Prefeito e vice eleitos em 15.11.1982, com 52% dos votos.                   | 2630            |
| 7  | Novênio Pavan (27.07.1927–24.07.2002)              | Partido Democrático Social PDS               | Antônio Crescenzio (PDS)                                | 1º de janeiro de 1989   | 31 de dezembro de 1992 | Prefeito e vice eleitos em 15.11.1988, com 48% dos votos.                   | 3673            |
| 8  | Octávio Dótoli (14.08.1942–28.10.2024)             | Partido Social Democrático PSD               | Victório Brizolari Neto (–03.02.2018)                   | 1º de janeiro de 1993   | 31 de dezembro de 1996 | Prefeito e vice eleitos em 03.10.1992, com 69% dos votos.                   | 7456            |
| 9  | Cleide Aparecida Berti Ginato (12.03.1948)         | Partido Trabalhista Brasileiro PTB           | Divaldo de Camargo Pereira (PFL)(01.01.1942)            | 1º de janeiro de 1997   | 31 de dezembro de 2000 | Prefeito e vice eleitos em 03.10.1996, com 58,45% dos votos.                | 7012            |
| 9  | Cleide Aparecida Berti Ginato (12.03.1948)         | Partido Trabalhista Brasileiro PTB           | Divaldo de Camargo Pereira (PFL)(01.01.1942)            | 1º de janeiro de 2001   | 31 de dezembro de 2004 | Prefeito e vice reeleitos em 01.10.2000, com 63,11% dos votos.              | 9713            |
| 10 | Neusa Maria Barata Dótoli (12.05.1952)             | Partido Social Liberal PSL                   | Anésio Vieira (PP) (20.09.1946)                         | 1º de janeiro de 2005   | 31 de dezembro de 2008 | Prefeito e vice eleitos em 03.10.2004, com 48,36% dos votos.                | 8729            |
| 11 | Valdemiro Brito Gouvêa (17.05.1953–15.04.2018)     | Partido dos Trabalhadores PT                 | Tércio Della Rovere (PMDB)(26.05.1925–20.08.2016)       | 1º de janeiro de 2009   | 31 de dezembro de 2012 | Prefeito e vice eleitos em 05.10.2008, com 51,80% dos votos.                | 10124           |
| 12 | Cleide Aparecida Berti Ginato (12.03.1948)         | Partido Trabalhista Brasileiro PTB           | Sérgio Belinelli de Jesus (PV) (14.09.1969)             | 1º de janeiro de 2013   | 31 de dezembro de 2016 | Prefeito e vice eleitos em 07.10.2012, com 76,18% dos votos.                | 15379           |
| 13 | Dirceu Bras Pano(03.02.1961)                       | Partido da Social Democracia Brasileira PSDB | Terezinha Aparecida Viveiros de Souza (PTB)(28.12.1963) | 1º de janeiro de 2017   | 31 de dezembro de 2020 | Prefeito e vice eleitos em 02.10.2016, com 74,79% dos votos.                | 13638           |
| 14 | Dirceu Bras Pano (03.02.1961)                      | Partido da Social Democracia Brasileira PSDB | Luzimar Alves dos Santos (PL) (06.04.1979)              | 1º de janeiro de 2021   | 31 de dezembro de 2024 | Prefeito reeleito e vice eleito em 15.11.2020, com 36,79% dos votos.        | 6687            |
| 15 | Terezinha Aparecida Viveiros de Souza (28.12.1963) | Republicanos REP                             | Leandro Henrique Moralles (PP) (12.01.1986)             | 1º de janeiro de 2025   | atual                  | Prefeita e vice eleitos em 06.10.2024, com 35,08% dos votos.                | 6809            |